# ブックルベン・ワールド・ライブラリー
ブックルベン・ワールド・ライブラリー（Bokklubben World Library、ノルウェー語: Verdensbiblioteket）は、2002年からノルウェー・ブッククラブから出版された、主に小説である一連の古典的な本。これは、ブッククラブによって2002年に編集・整理された、54か国の100人の作家が選んだ100冊の最高の本のリストに基づいている。このリストは、全ての国、文化、時代の本を選ぶことで、世界文学の実相を反映するように努めている。
各作家は10冊の本のリストを作成しなければならなかった。この過程で選ばれ、リストに挙げられている本は、ランク付けも分類もされていない。主催者は、「これまでに書かれた最高の文学作品」という称号が与えられたドン・キホーテを除いて、「それらは全て同等な位置にある」と述べている。
フョードル・ドストエフスキーは、リストの中で最も多い4作品が挙げられている。ウィリアム・シェイクスピア、フランツ・カフカ、レフ・トルストイは3作品が挙げられている。